# Genómica nutricional
La genómica nutricional es una disciplina que estudia la relación entre el genoma humano, la nutrición y la salud.
Puede ser dividida en dos disciplinas:
- Nutrigenómica: estudia el efecto de los nutrientes en la salud a través de las alteraciones en el genoma, el proteoma, el metaboloma y los cambios fisiológicos resultantes.
- Nutrigenética: estudia los efectos de variaciones genéticas en la interacción entre dieta y salud con implicaciones a subgrupos susceptibles.[1] Más específicamente, la nutrigenética estudia como las diferencias individuales en los genes influencian las respuestas del cuerpo a las dietas y la nutrición. Por ejemplo, la gente con una deficiencia de enzimas causada por mutaciones en la enzima Fenilalanina hidroxilasa no puede metabolizar los alimentos que contengan el aminoácido fenilalanina y deben modificar sus dietas para minimizar consumo. Con los datos genómicos modernos, severas mutaciones genéticas con efectos menos severos están siendo exploradas para determinar si las prácticas dietéticas puede personalizarse más acertadamente a perfiles genéticos individuales. Sin embargo, se han realizado  pocos estudios validados para este tipo de efectos de mutaciones genéticas clásica.

## Interacción genes-dieta-enfermedad
El 97% de los genes cuya asociación con enfermedades humanas es conocida causan enfermedades monogénicas, es decir, que una mutación en un gen es suficiente para causar la enfermedad. Modificar la dieta puede prevenir algunas enfermedades monogénicas. Un ejemplo es la fenilcetonuria, una enfermedad genética caracterizada por una enzima fenilalanina hidroxilasa defectuosa, que normalmente es responsable de la metabolización de la fenilalanina en tirosina. Esto resulta en la acumulación de fenilalanina y de los productos de su descomposición en la sangre y en el descenso de tirosina, lo que aumenta e riesgo de daño neurológico y deficiencia mental. Las dietas restrictivas en fenilalanina y suplementarias en tirosina son un medio para tratar nutricionalmente esta enfermedad monogénica.
La genómica nutricional es un concepto que podría revolucionar la prevención y el tratamiento de la enfermedad, siendo uno de los objetivos encontrar polimorfismos genéticos que revelan significativa interacción gen-dieta. Sin embargo, antes de que estas herramientas puedan ser aplicadas a la población, tienen que ser validadas por datos científicos sólidos. Por desgracia, los resultados de la mayoría de los estudios preliminares que abordan interacciones gen-nutrientes en las enfermedades multifactoriales raramente han tenido su réplica en estudios de seguimiento, y esto ha empezado a dividir a la comunidad científica entre los que creen que la genómica nutricional puede aportar los beneficios prometidos a nuestro futuro y los que expresan preocupación o incredulidad.
En contraste, muchas enfermedades comunes, como la obesidad, el cáncer, la diabetes y las enfermedades cardiovasculares, son enfermedades poligénicas, es decir, que surgen de la disfunción en una cascada de genes, y no de un único gen mutado. La intervención dietética para prevenir el devenir de este tipo de enfermedades es un objetivo complejo y ambicioso.
Recientemente, se ha descubierto que los efectos en la salud de los componentes alimentarios están relacionados principalmente con interacciones específicas a nivel molecular, es decir, que los constituyentes de una dieta participan en la regulación de la expresión genética mediante la modulación de la actividad de un factor de transcripción o varios, o a través de la secreción de hormonas que a su vez interfieren con un factor de transcripción.

### Valoración dietética
La evaluación dietética desempeña un papel crucial, que se vincula directamente a nuestra capacidad para detectar relaciones entre la exposición dietética y la causación de la enfermedad. Por tanto, una información dietética de gran calidad es la clave para establecer la causalidad en genómica nutricional. La mejor estrategia que se puede adoptar para determinar cuál es la verdadera ingesta dietética se halla en el contexto de los estudios de tratamiento dietético prospectivos, llevados a cabo en condiciones altamente controladas. Sin embargo, estos estudios dietéticos bien controlados se han encontrado con bastantes e importantes limitaciones logísticas, entre ellas su coste, el pequeño número de participantes y la breve duración de los tratamientos. Por ello, una parte considerable de nuestros conocimientos que relacionan la ingesta dietética con los fenotipos y el riesgo de enfermedad deriva de estudios poblacionales que utilizan, en su mayor parte, cuestionarios dietéticos autoinformados. Los registros dietéticos, los cuestionarios relacionados con la historia dietética, los registros de 24 horas, o los cuestionarios de frecuencia dietética (CFD) son los métodos más habituales para determinar ingestas dietéticas individuales. Cada método tiene sus puntos fuertes y débiles
Los alimentos son directamente mesurados a través de un instrumento dietético. Inversamente, los nutrientes son examinados a partir de cálculos derivados de las bases de datos alimenticias. Por ello, se necesitan bases de datos de composición alimenticia adecuadas, con datos nutritivos válidos, para convertir la información sobre la ingesta dietética en datos sobre la ingesta nutritiva. Los métodos de preparación de los alimentos y la forma de cocinarlos pueden afectar de manera importante al contenido nutritivo final de los alimentos. Los preparados alimenticios contienen miles de compuestos químicos específicos, algunos conocidos y bien cuantificados, otros pobremente descritos, y otros que están sujetos a la variabilidad geográfica y estacional o están todavía por definir. Por todo ello, al margen del concepto tradicional de nutriente (una sustancia química obtenida a partir de los alimentos y que el organismo necesita para el crecimiento, el mantenimiento, y la reparación tisular), los alimentos contienen también compuestos “no nutritivos” pero sí bioactivos, como las sustancias fitoquímicas naturales (flavonoides, isoflavonas, carotenoides, etc.) aditivos, toxinas y sustancias químicas producidas durante el procesamiento y preparado culinario de los alimentos. Si la dieta se describe únicamente en términos de nutrientes o componentes alimenticios, es posible que se pierda importante información escondida tras componentes alimenticios menos conocidos. Teniendo en cuenta el creciente conocimiento sobre el papel que desempeñan los nutrientes y los componentes bioactivos en la expresión génica y la respuesta celular, la genómica nutricional necesita una nueva definición de nutriente.

## Academic resources
- Public Health Nutrition, ISSN 1475-2727 (electronic) ISSN 1368-9800 (paper)[6]